# Bredbjerg
Bredbjerg är en tätort i Nordfyns kommun i Region Syddanmark i Danmark. Tätorten har 234 invånare (2024). En mindre del av tätorten är belägen i Odense kommun. Den ligger på Fyn, cirka 17 kilometer sydost om Bogense.